# Siphona mesnili
Siphona mesnili är en tvåvingeart som beskrevs av Andersen 1982. Siphona mesnili ingår i släktet Siphona och familjen parasitflugor.
Artens utbredningsområde är Danmark. Inga underarter finns listade i Catalogue of Life.